# Terremoto de Taiwán de 2016
El terremoto de Taiwán de 2016, que alcanzó una magnitud del momento sísmico de 6,4 grados, ocurrió el sábado 6 de febrero de 2016 a las 3:57 hora local (19:57 UTC del 5 de febrero). Su epicentro estuvo localizado en la isla de Taiwán, en el condado de Pingtung. El terremoto se produjo a una profundidad de 23 kilómetros, con una intensidad máxima de VII (muy fuerte) en la escala de Mercalli. Han ocurrido 68 réplicas.

## Geología
La isla de Taiwán se encuentra en el límite entre la placa Euroasiática y la placa Filipina, que están convergiendo a 80 mm por año. La isla surgió como resultado de la elevación causada por la colisión entre el extremo norte del arco volcánico Luzón y el talud continental de China. El mecanismo focal del terremoto indica un cabalgamiento oblicuo en la corteza mediana y superior.
El epicentro del terremoto fue en el Distrito Meinong en la ciudad de Kaohsiung. Las ondas del terremoto viajaron al noroeste del epicentro hacia Tainan a través del suelo blando en la llanura Chianan. Debido a la naturaleza blanda del suelo de Tainan, el movimiento del suelo de la superficie debido a las ondas fue fuertemente amplificado, creando así efectos más devastadores en Tainan.
El sismo se sintió en Taipéi (a 300 kilómetros del área afectada) y, según el Servicio Geológico de Estados Unidos, fue un sismo superficial, aumentando los efectos de destrucción.
La dirección de sismología del Servicio Meteorológico Central de la República de China reportó que el epicentro del sismo en la aldea de Meinung, al sur de la isla y a 16,7 kilómetros de profundidad. El Centro de Alerta de Tsunamis del Pacífico descartó que el sismo haya provocado un tsunami.

## Daños

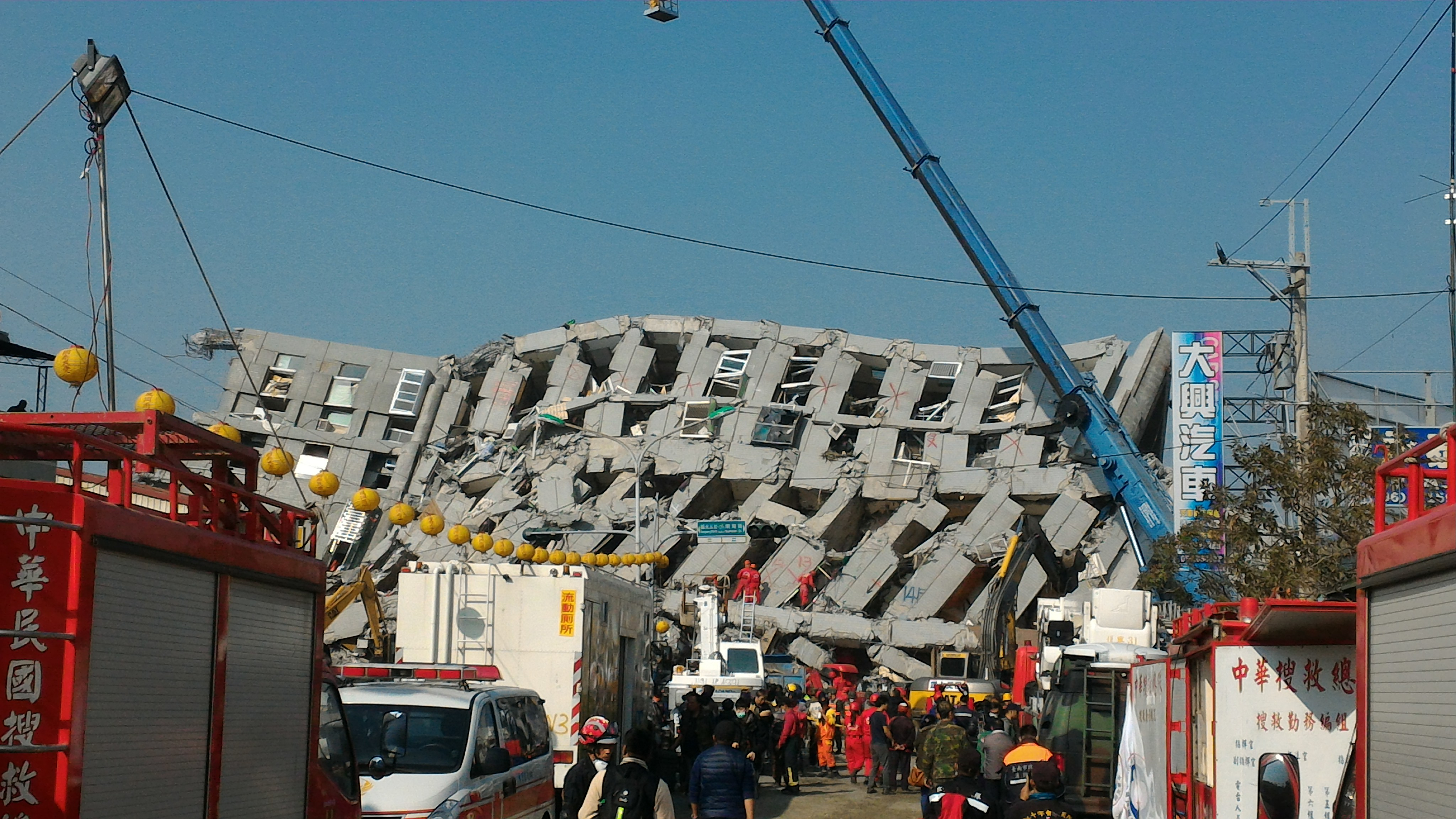
El edificio residencial de 17 plantas colapsado en Tainan.

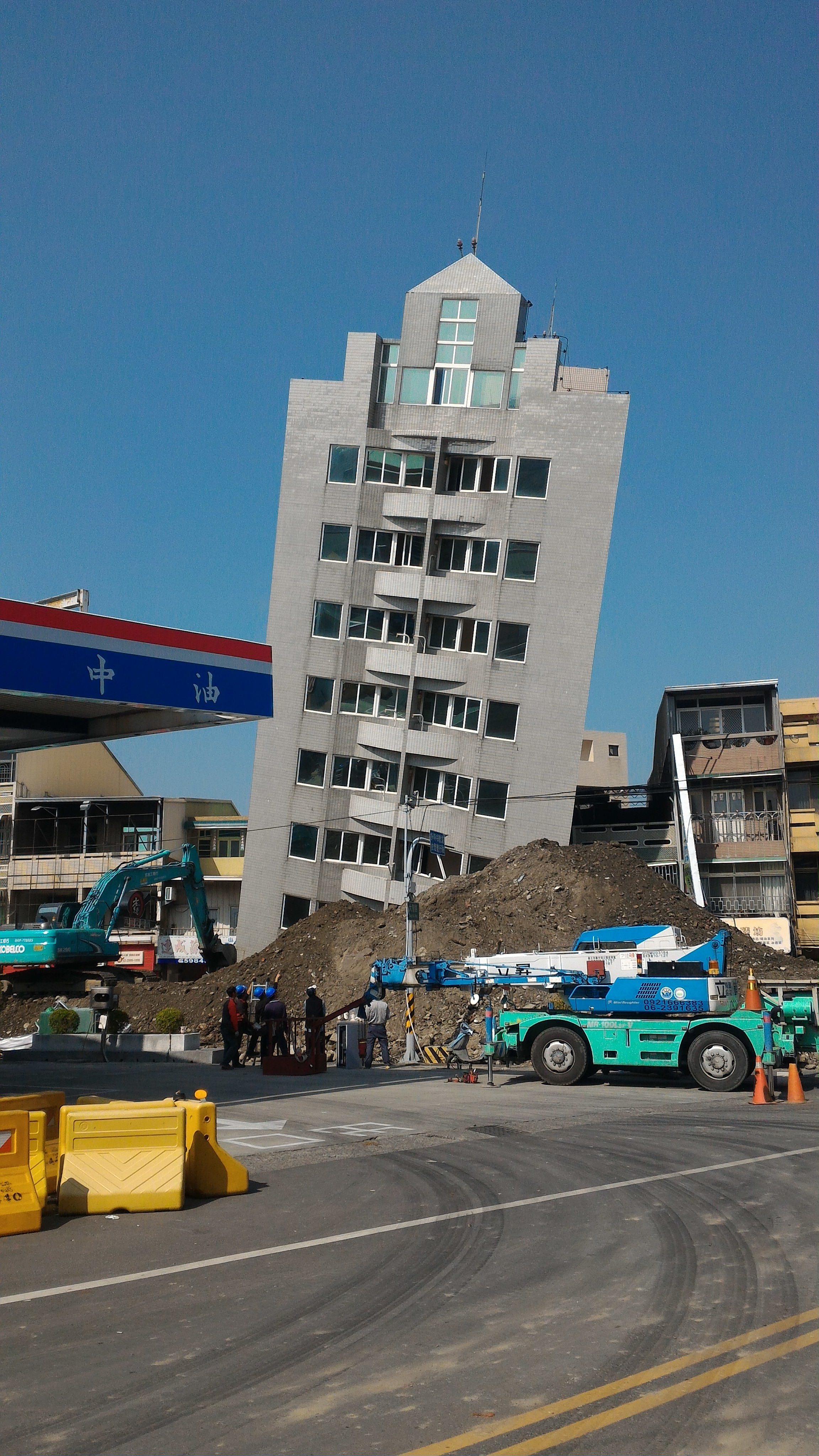
Otro edificio colapsado.

La principal ciudad afectada fue Tainan, donde se reportaron la mayor cantidad de víctimas y el colapso de catorce edificios. Además de los edificios derrumbados, también hay otros con pisos derruidos, con incendios y/o daños en los cimientos. Además se reportaron fugas de gas. Los 23 edificios históricos de la ciudad fueron dañados.
Entre dichos edificios colapsados se encontraba uno residencial de 17 pisos, donde ocurrieron todas las muertes y donde se reportó gente atrapada, siendo rescatadas más de 250 personas, entre ellas niños. También se reportaron 121 desaparecidos y más de 500 heridos. Las autoridades y residentes reportaron que creen que hay más personas atrapadas, pues había viajado mucha gente por las celebraciones del año nuevo chino. Entre los fallecidos hubo una bebé de diez días de edad.
Taiwan Power Company, la empresa de energía nacional, informó inicialmente que 168.000 hogares experimentaron cortes de energía después del terremoto, pero desde entonces se ha restaurado la electricidad a la mayor parte de los hogares. Unas 400.000 viviendas quedaron sin servicio de agua potable y una estación de servicio fue evacuada y vaciada de combustible por peligro de derrumbe.
El Tren de Alta Velocidad de Taiwán canceló todos los servicios de tren entre las estaciones de Taichung y de Zuoying debido a los daños de los sistemas de eléctricos de la red y las vías al norte de Tainan. Un campo de golf reportó grietas en el terreno de dos metros. El servicio regresó horas más tarde tras finalizar rápidamente las obras de reparación.
Algunas empresas reportaron daños menores, deteniendo la producción por precaución y control de las máquinas.

## Tareas de rescate
El Ministerio del Interior de la República de China creó de inmediato un Centro de Centro de Operación de Emergencias (COE) en la madrugada posterior al sismo. El director general, el presidente del país Ma Ying-jeou, coordinó los esfuerzos de rescate. El alcalde de Tainan William Lai también estableció rápidamente sistemas de emergencia después del terremoto. El primer ministro taiwanés Chang San-cheng canceló su itinerario original y viajó de inmediato a Tainan. El presidente también viajó a Tainan y prometió un «esfuerzo máximo» para las tareas de rescate.
El Ministerio de Defensa Nacional confirmó que unidades del Ejército de la República de China fueron enviadas para las tareas de rescate de 400 personas. La Comandancia del Ejército envió dos helicópteros para examinar las áreas dañadas. El Hospital General de las Fuerzas Armadas de Kaohsiung envió 30 médicos a Tainan. El jefe de Estado Mayor de las Fuerzas Armadas Yen Teh-fa anunció que formará parte del centro de mando de las operaciones militares conjuntas para supervisar las labores de rescate. Un total de 1200 camas en cuatro localizaciones fueron preparadas por los militares para la gente que perdió sus hogares. La Base de la Fuerza Aérea en Tainan se convirtió en un refugio temporal con capacidad de albergar hasta 1.400 personas que quedaron sin hogar por el terremoto.
El Ministerio de Salud y Bienestar Social puso en marcha seis centros de operaciones de emergencia regionales.
Equipos de rescate de Japón y la República Popular de China proporcionaron consejos sobre los esfuerzos de búsqueda y rescate.
El 13 de febrero de 2016, el alcalde de Tainan William Lai declaró que la misión de búsqueda y rescate de las víctimas del terremoto habían terminado.

## Investigaciones
El Ministerio del Interior anunció que pondrá en marcha una investigación por el colapso del edificio residencial de 17 plantas. El 9 de febrero de 2016, la Corte de Distrito de Tainan aprobó la solicitud de los fiscales para detener a tres directivos de una empresa ya desaparecida que construyó el complejo de apartamentos que se derrumbó. El expresidente de la empresa y dos exdirectivos fueron acusados de «negligencia profesional con resultado de muerte». La agencia Reuters informó que testigos vieron grandes latas de aceite para cocina envasados dentro de cavidades de las paredes del edificio de apartamentos derrumbado, que al parecer fueron utilizados como material de construcción. A su vez los medios de comunicación de Taiwán informaron de la presencia de poliestireno en vigas de apoyo, mezclada con hormigón.

## Reconstrucción
El Gobierno de la República de China tiene previsto asignar 25 mil millones de dólares taiwaneses a la reconstrucción de Tainan. El gobierno también proporcionará ayuda para el alquiler de viviendas temporales y los bancos proporcionarán préstamos a largo plazo sin intereses. El gobierno también dará a conocer un informe sobre el suelo de Taiwán afectado por la licuefacción de suelo y sumersión.

## Reacciones

### Nacionales
El presidente Ma Ying-jeou canceló las celebraciones oficiales del año nuevo chino.
La presidenta electa, Tsai Ing-wen, donó un millón de dólares taiwaneses para las tareas de rescate. El alcalde de Nuevo Taipéi Eric Chu también donó un millón a las víctimas del terremoto. El magistrado del condado de Changhua, Wei Ming-ku, donó un mes de su salario a las víctimas del terremoto.
Durante su visita a Tainan, la presidenta electa, Tsai Ing-wen, dijo que los controles de seguridad de los edificios antiguos y la renovación urbana será la principal prioridad de su administración, indicando que Taiwán se ha convertido en una sociedad desarrollada que exige mejoras en la infraestructura pública y una mejor calidad de la vida. Al reunirse con las víctimas del terremoto en el hospital, Tsai prometió que los esfuerzos de rescate continuarán y que los equipos de rescate no van a renunciar a la esperanza.
El grupo económico Yulon Motor confirmó que donaría diez millones de dólares taiwaneses, mientras que otra empresa donó un millón. Foxconn y Fundación Yonglin Salud donaron 100 millones de dólares taiwaneses cada uno. Otras fundaciones y compañías donaron crifras de 100 millones, 50 millones y 10 millones de dólares taiwaneses al gobierno de Tainan.
El Taipei 101 realizó un despliegue de luces en la noche del 6 de febrero para rendir homenaje a las víctimas del terremoto. La Administración de Ferrocarriles de Taiwán aumentó sus flotas hacia el sur de la isla para facilitar el flujo de pasajeros.
La Cruz Roja de China y de Macao donaron 303.030 y 50.000 dólares estadounidenses, respectivamente. Una fundación budista envió más de 1.000 voluntarios a quince sitios en Tainan con mantas, ropa de cama de invierno, ropa y alimentos para los sobrevivientes del terremoto. La Cruz Roja de la República de China movilizó a más de 100 empleados y voluntarios para ayudar con los esfuerzos de ayuda. Además, algunas celebridades como Jay Chou, Huang Xiaoming y Angelababy Yeung, entre otros, también realizaron donaciones.
Los hoteles de Tainan ofrecieron gratuitamente sus habitaciones a los afectados.
Las tenistas Chan Yung-jan y Chan Hao-ching dedicaron su victoria en la Copa Fed Asia/Oceanía a las víctimas del terremoto.

### Internacionales
- República Popular China — El Premier chino Li Keqiang expresó su solidaridad con las víctimas del terremoto. El portavoz de la Oficina de Asuntos de Taiwán Ma Xiaoguang, dijo que está dispuesto a proporcionar asistencia para las tareas de rescate y socorro a Taiwán si es necesario.[52]
- Estados Unidos — El director del Instituto Americano en Taiwán, Kin W. Moy, expresó su preocupación por el terremoto y expresó su apoyo al alcalde de Tainan.[53] El portavoz del Departamento de Estado de los Estados Unidos, John Kirby, expresó las condolencias de su gobierno a las víctimas.[54] Un grupo de parlamentarios del Congreso de los Estados Unidos también expresaron sus condolencias y dijeron que su país proporcionará la asistencia necesaria a las personas en Taiwán para los esfuerzos de socorro y la reconstrucción.[55]
- Japón — El primer ministro de Japón Shinzō Abe expresó su solidaridad con las víctimas del terremoto y se ofreció a ayudar a Taiwán con los esfuerzos de rescate y socorro.[56]
- Singapur — El primer ministro Lee Hsien Loong dijo que «se entristeció» al oír sobre la pérdida de vidas y daños. El ministro de asuntos exteriores Vivian Balakrishnan, dijo que el Gobierno de Singapur está dispuesto a ofrecer asistencia en las labores de rescate.[57]